# Sauerlach
Sauerlach est une commune allemande située dans le Land de Bavière et le district de Haute-Bavière.

## Économie
- Siège de la LEO GmbH
- Lieu d'une centrale géothermique[1]
- Lieu d'une centrale biomasse[2]